# Metropolitan Borough of Gateshead
Gateshead ist ein Metropolitan Borough im Metropolitan County Tyne and Wear in England. Verwaltungssitz ist die gleichnamige Stadt Gateshead. Weitere bedeutende Orte im Bezirk sind Blaydon, Dunston, Felling, Rowlands Gill, Ryton und Whickham.
Die Reorganisation der Grenzen und der Kompetenzen der lokalen Behörden führte 1974 zur Bildung des Metropolitan Borough. Fusioniert wurden dabei der County Borough Gateshead, die Urban Districts Blaydon, Felling und Ryton und ein Teil des Rural District Chester-le-Street. Diese Gebietskörperschaften gehörten zuvor zur County Durham.
1986 wurde Gateshead faktisch eine Unitary Authority, als die Zentralregierung die übergeordnete Verwaltung der Grafschaft auflöste. Gateshead blieb für zeremonielle Zwecke Teil von Tyne and Wear, wie auch für einzelne übergeordnete Aufgaben wie Feuerwehr und öffentlicher Verkehr.